# Pastis

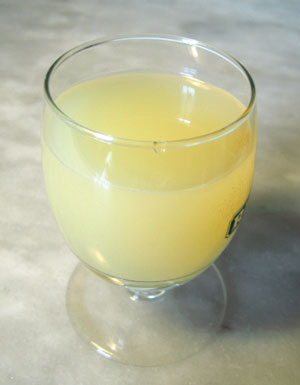
Ett glas utspädd pastis

Pastis är en fransk aperitif smaksatt med anis som innehåller 40-45% alkohol.
När absinten 1915 förbjöds i Frankrike skapade absinttillverkarna pastisen genom att utesluta en viss typ av  förbjuden tujonhaltig malört.
Pastis späds normalt ut med vatten (omkring 5 delar vatten till en del pastis). Detta gör att vissa av beståndsdelarna på grund av den minskade alkoholhalten blir olösliga, och dryckens färg ändras från en mörkt genomskinlig gul till en mjölkaktig ljust gul, den opaliserar. Drycken dricks kall med is som förfriskning eller som aperitif.
Pastis är mycket populärt i Frankrike, speciellt på sommaren, men associeras ofta med sydöstra Frankrike och speciellt med Marseille. I Frankrike saluförs drycken bland annat under varunamnen Pernod, Ricard, Pastis 51 och Berger
Liknande drycker är grekisk ouzo och turkisk raki, som också blir lika mjölkvita när de blandas med vatten. Motsvarande drycker tillverkas också i Libanon och Israel.